# Nakajima Ki-27
El Nakajima Ki-27 fue un caza monoplaza, monoplano, con tren de aterrizaje fijo y patín de cola utilizado por el Servicio Aéreo del Ejército Imperial Japonés hasta 1940. Fue designado oficialmente por el Ejército Japonés como “Caza Tipo 97” (九七式戦闘機, Kyūnana-shiki sentōki), mientras que el nombre en clave que le dieron los Aliados de la Segunda Guerra Mundial era “Nate”, aunque también fue llamado “Abdul”.

## Desarrollo
Nakajima estuvo trabajando por su cuenta en el diseño de un caza monoplano de ala baja al que denominó PE. Cuando a mediados de 1935, el Ejército Imperial Japonés dio instrucciones a Nakajima para que diseñase un avión de esas características para ser sometido a una evaluación competitiva, el prototipo Nakajima Ki-27 resultante era básicamente similar al PE, si bien incorporaba una serie de mejoras inducidas por las evaluaciones del propio PE. En las pruebas operacionales se llegaron a emplear dos prototipos y diez ejemplares de preserie, incorporando los segundos mayor envergadura alar y cabina completamente cerrada. Con esa configuración, el modelo entró en producción en 1937 con la designación de Caza Tipo 97 Modelo A del Ejército (Nakajima Ki-27a). La producción del aparato concluyó en 1942, habiéndose construido un total de 3.399 unidades (2.020 por Nakajima y 1.379 por Mansyu).

## Variantes
Ki-27aVersión inicial de producción, con las características anteriormente citadas.
Ki-27bVersión algo mejorada de la anterior.
Ki-27-KaiSe produjeron de forma tardía dos únicos aviones ligeros experimentales, esta versión no se produjo en serie.

## Historia operacional

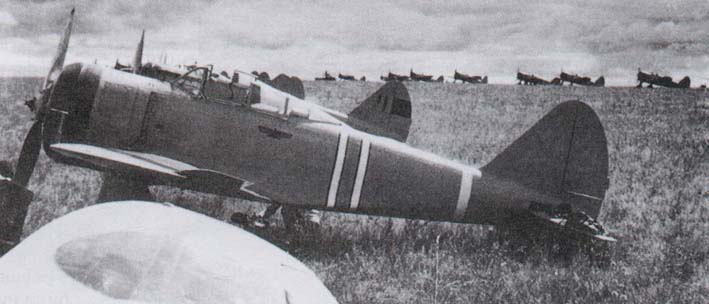
Un Ki-27 usado en la Batalla de Jaljin Gol.

Este caza se mostró eficaz y fiable en servicio. Su primer despliegue operacional tuvo lugar en China en 1938. Sus buenas prestaciones le permitieron conseguir la superioridad aérea, hasta que en las filas chinas aparecieron lo monoplanos de origen soviético Polikarpov I-16. Los Ki-27 operaron en las invasiones de Birmania, Malasia, las Indias Orientales neerlandesas y las Filipinas, recibiendo por parte aliada el sobrenombre de "Nate" ("Abdul", durante los combates en los cielos de China, Birmania y la India). El aparato se mantuvo en primera fila, hasta que los Aliados pudieron oponerse con cazas más avanzados, momento en que fueron transferidos a la defensa de las islas de Japón hasta 1943, a partir de entonces fueron utilizados como entrenadores avanzados y en las postrimerías de la guerra, como aviones suicidas.

## Operadores

### En la Segunda Guerra Mundial
Japón

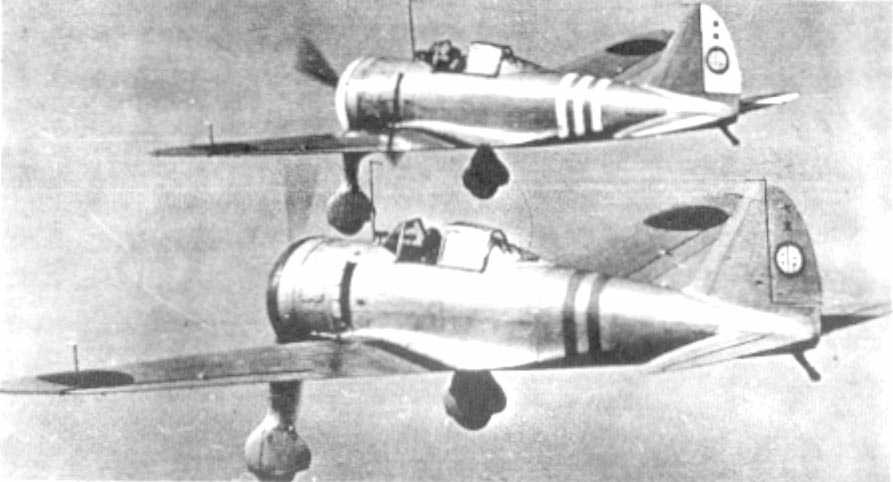
Dos cazas Nakajima Ki-27 japoneses.

- Servicio Aéreo del Ejército Imperial Japonés. Los Ki-27 japoneses prestaron servicio en los regimientos Dokuritsu Hikō Daitai N.º 2, 9, 10, 84 y 102; en los regimientos Hikō Sentai N.º 1, 2, 4, 5, 9, 11, 13, 18, 21, 24, 26, 29, 30, 33, 48, 50, 54, 59, 63, 64, 68, 70, 77, 78, 85, 87, 101, 144, 204, 206, 244, 246 y 248; y en las escuelas de vuelo y entrenamiento de Rikugun, Tokorozawa, Akeno, Kumagaya y Tachiarai.[2][3][4]

 Manchukuo
- Fuerza Aérea de Manchukuo

 Tailandia
- Real Fuerza Aérea Tailandesa.[5] Escuadrones de caza N.º 15 y 16.[6][7]

### En posguerra
Indonesia
- Las guerrillas que luchaban por la independencia de Indonesia capturaron en 1945 un pequeño número de aviones en las bases aéreas que tenía Japón. La mayoría de los aviones fueron destruidos en conflictos militares entre los Países Bajos y la entonces recientemente proclamada República de Indonesia durante la Revolución Nacional de Indonesia entre 1945 y 1949.

 República de China
- Fuerza Aérea de la República de China

 República Popular China
- Fuerza Aérea del Ejército Popular de Liberación

## Especificaciones (Ki-27b)
Referencia datos: Wieliczko y Szeremeta.

### Características generales
- Tripulación: 1 (piloto)
- Longitud: 7,53 m
- Envergadura: 11,31 m
- Altura: 3,28 m
- Superficie alar: 18,56 m²
- Peso vacío: 1110 kg
- Peso cargado: 1547 kg
- Peso máximo al despegue: 1790 kg
- Planta motriz: 1× Nakajima Ha-1 Otsu, radial de 9 cilindros refrigerado por aire.
  - Potencia: 485 kW (650 HP; 659 CV)
- Hélices: 1× bipala por motor.

### Rendimiento
- Velocidad máxima operativa (Vno): 470 km/h (292 MPH; 254 kt)
- Velocidad crucero (Vc): 350 km/h (217 MPH; 189 kt)
- Alcance: 627 km (339 nmi; 390 mi)
- Techo de vuelo: 12 250 m (40 190 ft)
- Régimen de ascenso: 15,3 m/s (3012 ft/min)
- Carga alar: 83,35 kg/m²
- Potencia/peso: 0,30 kW/kg

### Armamento
- Ametralladoras: 

  - 2x Tipo 89 de 7,70 mm con cinta de 500 cartuchos cada una (o una de 12,7 mm y otra de 7,70 mm en modelos posteriores)
- Bombas: 100 kg de bombas

### Desarrollos relacionados
- Nakajima Ki-11
- Nakajima Ki-12
- Nakajima Ki-43

### Aeronaves similares
- Fokker D.XXI
- Polikarpov I-16
- Seversky P-35

### Listas relacionadas
- Anexo:Cazas de la Segunda Guerra Mundial